# Anna Procházková
Anna Procházková (21. listopadu 1952 Valtice – 30. listopadu 2016 Břeclav) byla česká politička Občanské demokratické strany. V letech 1994 až 1998 byla starostkou Břeclavi, v letech 2008 až 2010 náměstkyní hejtmana Jihomoravského kraje.

## Život
Narodila se v roce 1952 ve Valticích, ale celý život žila v Břeclavi. Absolvovala zde gymnázium a v Brně Vysoké učení technické – fakultu architektury. Prošla několika zaměstnáními, ovšem nejvíce její život ovlivnila léta 1994–1998, kdy působila jako starostka Břeclavi.

## Veřejné působení
V komunálních volbách 1994 byla zvolena za ODS zastupitelkou města Břeclav a následně i starostkou. Pro komunální volby 1998 nebyla v důsledku sporů s tehdejším senátorem Jiřím Pavlovem a místopředsedou břeclavské ODS Jiřím Kučerou zařazena na kandidátní listinu strany, přičemž do místní ODS za Kučerova přispění vstoupilo asi 15 nových členů. Z tohoto důvodu kandidovala spolu s některými dalšími členy ODS za nově utvořenou VPM, čímž ji automaticky zaniklo členství v ODS. Do zastupitelstva byla zvolena, když VPM získala 3 mandáty, ODS jen 2. Po vystoupení Pavlova a dalších jejích bývalých soků ze strany v roce 2000 nejprve odmítla nabídku na návrat do ODS, ale později se stala opět její členkou. V komunálních volbách 2002 tak již kandidovala znovu za ODS a byla opětovně zvolena, když z 10. místa poskočila na 1. pozici (ODS získala 4 mandáty). V březnu 2004 přešla z břeclavské ODS do místního sdružení ve Valticích, důvodem měly být dlouhodobé neshody a rozdílné pohledy na situaci města. Zároveň byla v předchozím roce zvolena okresní jedničkou pro krajské volby v roce 2004, což se snažila břeclavská ODS neúspěšně zvrátit. Znovu kandidovala do břeclavského zastupitelstva až v komunálních volbách v roce 2010, kdy byla opětovně zvolena. Navíc byla zastupiteli na ustavujícím zasedání zvolena i členkou rady. V komunálních volbách v roce 2014 již zvolena nebyla, když sice v rámci ODS poskočila z 13. na 5. místo, ale při zisku 5,88 % hlasů a dvou mandátů se stala jen třetí náhradnicí.
V letech 2004 a 2008 byla zvolena do zastupitelstva Jihomoravského kraje, přičemž ve volebním období 2004-2008 byla zastupitelstvem zvolena nejprve členkou Rady Jihomoravského kraje, od března 2008 pak náměstkyní hejtmana Jihomoravského kraje. Do této funkce byla opět zvolena na ustavujícím zasedání krajského zastupitelstva v listopadu 2008, v její kompetenci byla oblast územního plánování. Po rozpadu krajské koalice ČSSD a ODS v červnu 2010 na tuto funkci rezignovala. Do října 2012 byla předsedkyní Komise dopravy a územního plánu Rady JMK. Ve volbách v roce 2012 již zvolena nebyla.
Zemřela 30. listopadu 2016 krátce po svých 64. narozeninách.